# منوچهر مؤتمنی طباطبایی
منوچهر مؤتمنی طباطبایی (۱۳۰۳ – ۱۲ مرداد ۱۴۰۲) حقوقدان و وکیل اهل ایران بود.

## تحصیل
منوچهر مؤتمنی طباطبایی تحصیلات ابتدایی و متوسطه را در شهر تبریز سپری کرده و در سال ۱۳۲۱ به دانشکده حقوق و علوم سیاسی دانشگاه تهران راه یافت و در سال ۱۳۲۴ با ارائه رساله‌ای با موضوع «سیستم تمرکز و عدم تمرکز اداری» زیر نظر کریم سنجابی موفق به کسب درجه کارشناسی حقوق قضایی شد. مؤتمنی طباطبایی در سالهای تحصیل در فرانسه در زمینه تاریخ حقوق نیز مطالعاتی داشته و مدرک دیپلم این رشته را اخذ نمودند و پس از بازگشت به ایران با تصویب دانشگاه تهران، تدریس در رشته تاریخ ایران در دانشگاه تبریز را از سال ۱۳۳۱ آغاز کردند و در کنار آن نیز به وکالت و مشاوره حقوقی سازمان بهداشت استان آذربایجان اشتغال داشتند.ایشان در مردادماه ۱۴۰۲ درگذشت .

## سمت‌ها
در سال ۱۳۳۶ با سمت دانشیاری تدریس در دانشکده حقوق و علوم سیاسی دانشگاه تهران آغاز کردند و در سال ۱۳۵۹ با سی سال سابقه به بازنشستگی نائل آمدند.
مؤتمنی طباطبایی مجموعاً دارای ۳۰ سال سابقه تدریس در دانشگاه تهران و سال‌ها سابقه وکالت دادگستری مرکز می‌باشند. ایشان در کسوت مشاور حقوقی سازمان بهداشت آذربایجان، وکیل و مشاور حقوقی شرکت ملی نفت ایران از سال ۱۳۳۴ به مدت سیزده سال، مدیر گروه حقوق عمومی دانشکده حقوق و علوم سیاسی دانشگاه تهران و نیز ۴ سال معاونت اداری و مالی این دانشکده نیز بودند.

## تالیفات
- تاریخ حقوق عمومی ایران باستان (به زبان فرانسه)
- حقوق اداری که ویرایش سوم آن تا کنون ۱۸ بار توسط "انتشارات سمت"و ۶ بار در دانشگاه تهران تجدید چاپ شده است.
- آزادی‌های عمومی و حقوق بشر که در انتشارات دانشگاه تهران به زیور طبع آراسته گردیده است.
- حقوق اساسی و رژیم‌های معاصر که تا سال ۱۳۹۰ توسط "انتشارات میزان "۱۴ بار تجدید چاپ شده است
- حقوق اداری تطبیقی که توسط"انتشارات میزان" منتشر شده است.[۵][۶][۷]